# Phragmoceras
Phragmoceras is een geslacht van uitgestorven cephalopode weekdieren, dat leefde in het Siluur.

## Beschrijving
Deze koppotige had een sterk gekromde, zijwaarts samengedrukte schaal met een langwerpige, smalle monding met een lipvormige rand en 8-vormige omtrek. De versiering van het schelpoppervlak bestond uit dwarsstrepen. De sipho bevond zich aan de holle zijde van de schelp. De lengte van de schelp bedroeg circa tien tot 12,5 centimeter.

## Soorten
- Phragmoceras acuminatum Hedström, 1917
- Phragmoceras broderipi Barrande, 1865
- Phragmoceras sigmoideum Hedström, 1917
- Phragmoceras undulatum Hedström, 1917
- Phragmoceras ventricosum Sowerby, 1839
- Phragmoceras koneprusensis